# Frederik Helstrup
Frederik Helstrup, né le 16 mars 1993 à Copenhague, est un footballeur danois. Il évolue au poste de défenseur central avec le club d'Almere City.

## Biographie
Frederik Helstrup joue au Danemark, en Suède, en Pologne et aux en Pays-Bas.
Avec le club d'Helsingborgs, il joue 55 matchs en première division suédoise, inscrivant deux buts.